# Нагасима
Нагасима (яп. 長島) — цепочка крепостей и фортификационных сооружений, существовавшая в Японии периода Сэнгоку. Нагасима была расположена около города Нагоя, контролировалась буддийской сектой Икко-икки, состоявшей из воинов-монахов, которые противились господству самураев. Крепость была атакована и разрушена Одой Нобунагой в 1570-х годах. Падение Нагасимы, вкупе с разрушением несколько лет спустя другого основного укрепления Икко-икки, монастыря Исияма Хонган-дзи, положило конец угрозе, которую монахи представляли для Нобунаги и других самурайских завоевателей.
Нагасима была расположена в болотистой дельте, где сходились сразу три реки (Кисогава, Ибигава и Нагарагава, т.н. "Три реки Кисо"), на границе провинций Овари и Исэ, к юго-востоку от современной Нагои. Цепочка укреплений тянулась по тихоокеанскому побережью острова Хонсю и состояла из двух основных крепостей и нескольких более мелких фортификационных сооружений, окружавших крепости. Одной из этих цитаделей считался замок Нагасима, построенный Ито Сигэхару в 1555 году. Спустя некоторое время, однако, замок захватили Икко-икки, примерно так же, как они присвоили ещё несколько цитаделей, выстроенных другими даймё. Второй крепостью был укреплённый буддийский монастырь Гансё-дзи.

## Осады Нагасимы
Клан Ода, контролировавший близлежащие земли, опасался растущей мощи Икко-икки и сделал попытку уменьшить её, в 1569 году вступив в битву с Икки у замка Огиэ. В бою был убит Нобуоки, брат Оды Нобунаги, монахи одержали победу. После этого Нобунага три раза на протяжении четырёх лет возвращался под Нагасиму и осаждал её. Эти осады, получившие название Нагасима Икко-икки (長島一向一揆), производились одновременно с осадой главного укрепления Икки, монастыря Хонган-дзи, продолжавшейся 11 лет.

### Первая осада (1571)
16 мая 1571 года отряды Нобунаги подошли к Цусиме, располагавшейся к северо-востоку от Нагасимы, и встали там лагерем. Поскольку укрепления Нагасимы располагались на островах в речной дельте, генералы Нобунаги, Сакума Нобунори и Сибата Кацуиэ, планировали атаковать вадзю, мелкие островные поселения, откуда можно было нанести удар по монастырю Гансё-дзи. От затопления эти острова защищались сложной системой плотин и перемычек.
Силы Нобунаги попытались перейти реку, но конница завязла в мягком илистом дне реки. Самураи, которые под обстрелом сумели выбраться на острова, не смогли продвинуться вглубь территории, поскольку защитники воткнули в землю большое количество кольев и натянули между ними верёвки, об которые спотыкались лошади. Кроме того, Икко-икки открыли плотину и затопили острова, так что многие воины Нобунаги утонули. Сибата Кацуиэ был ранен, войска Оды потеряли много людей. Таким образом, первая попытка осады обернулась очевидным поражением Нобунаги, хотя его самураи во время отступления сумели поджечь несколько селений противника.

### Вторая осада (1573)
Нобунага вернулся осаждать Нагасиму в 1573 году, с немалыми силами, большей частью набранными в провинции Исэ и имевшими в своём составе отряды аркебузиров. Его надежду на успех подогревала удачная кампания против Икко-икки на горе Хиэй, где находился монастырь Хонган-дзи. Генералы Сакума Нобунори и Хасиба Хидэёси (позже известный как Тоётоми Хидэёси) должны были отвлечь внимание защитников, атаковав их укрепления с востока, в то время как Нобунага со своими отрядами планировал ударить под прикрытием стрелков.
К несчастью для Нобунаги, который позже заработал себе славу выдающегося тактика, используя аркебузы, вторая осада Нагасимы обернулась для него полным провалом в этой сфере. Как раз когда Нобунага собирался атаковать, началась гроза. От дождя 90 % аркебуз, которые представляли собой фитильные ружья, сделались бесполезными, и солдаты Оды оказались в очень невыгодном положении. Икко-икки немедленно предприняли контратаку, которая оказалась удачной, так как Икки были известны своим профессионализмом в обращении с огнестрельным оружием и аркебузы от дождя прикрывали. Как только дождь ослабел, Икки начали стрелять и были близки к тому, чтобы убить Нобунагу. Он отступил и попытался заставить своих стрелков пойти на приступ ещё раз, но был вынужден отойти от крепости.
Отвлекающие отряды в это время захватили замок Ята на южной оконечности укреплений, но им тоже пришлось отступить после удачной контратаки Икко-икки.

### Третья осада (1574)
В 1574 году Нобунага снова пришёл под Нагасиму, на этот раз с флотилией под командованием Куки Ёситаки, которая установила морскую блокаду крепости и устроила пушечный обстрел укреплений. Кроме того, деревянные наблюдательные башни Икки были обстреляны зажигательными стрелами. Блокада и морская поддержка позволили Нобунаге захватить внешние крепости Накаэ и Янагасима, что, в свою очередь, позволило контролировать всю западную сторону комплекса. Затем Нобунага разделил свои войска на 3 части и бросил их на укрепления Нагасимы. Эта атака заставила защитников отступить в самый центр цитадели, замок Нагасима и укреплённый монастырь Гансё-дзи. Численность Икки в крепости достигала 20 000 человек, которые были отрезаны от запасов пищи, воды и оружия. На протяжении июля и августа 1574 года их ситуация только ухудшалась. Помощи от союзников Икки тоже ждать не приходилось — все попытки прорвать блокаду извне не увенчались успехом.
Солдаты Нобунаги выстроили деревянную стену от одной внешней крепости до другой, окончательно отрезав защитников от внешнего мира. Вокруг укреплений была построена деревянная ограда, а затем подожжена. Вместе с ней дотла сгорел и весь фортификационный комплекс: никто из Икки не сумел спастись.

## Современное состояние
Согласно мнению участников Исторического сообщества Нагасимы, никаких построек замка Нагасима не сохранилось, и его действительное расположение неизвестно — от него, как полагают, остался только старый ров, который до разрушения замка был заполнен водой. Судя по описаниям местности от XVI века, замок находился на территории, которую в настоящее время занимает здание средней школы. Замок был реконструирован, однако в 1959 году его уничтожила молния. Монастырь Гансё-дзи тоже был заново возведён, но несколько дальше от речного берега, чем оригинальная постройка. Рядом с ним находится каменная ступа (религиозное сооружение буддистов), возведённая в качестве памятника сожжённым обитателям монастыря.